# 大内田悠平
大內田悠平（1992年8月2日—）是日本男演員、模特兒，出生於東京都，身高168公分，血型A型，前隸屬於YOUGO-TRUST。

## 出演

### 電視劇
- 私立馬鹿蘭高校（2012年4月 - 6月、日本電視台） - （レギュラー）
- 鳶 第5話（2013年2月10日、TBS電視台） - 山本卓弥
- 夜野老師 第1話（2014年1月17日、TBS電視台）
- 土曜劇場 犯罪心理學教授・兼坂守之捜査ファイル1（2014年2月15日、朝日放送） - 猪俣
- 羅斯福遊戲（2014年4月 - 6月、TBS電視台） - 島野
- 翌檜三三七拍子（2014年7月 - 9月、富士電視台） - 野口健太  [2]
- 天皇的御廚 第2話（2015年5月3日、TBS電視台）
- 連続テレビ小説 とと姉ちゃん 第7話 - （2016年4月11日 - 、NHK綜合頻道） - 玉置茂雄
- 大河連續劇
  - 真田丸（2016年、NHK綜合頻道） - 九兵衛 [3]
  - 韋駄天～東京奧運故事～（2019年 、NHK綜合頻道） - 小野田
- 犯罪症候群 Season1 第4話・第5話（2017年4月29日・5月6日、東海電視台） - 吉住計志
- 1942年的Playball（2017年8月12日、NHK綜合頻道） - 石井豐
- 這個世界的角落 第1話（2018年7月15日、TBS電視台） - 浦野要一 [4]
- 絕對零度 〜未然犯罪潛入搜查〜 最終話（2018年9月10日、富士電視台） - 谷口弘文 [5]
- 世界奇妙物語 雨之特別編「獻給倒立少女的鋼琴奏鳴曲」（2019年6月8日 、富士電視台） - 野下
- 輪到你了 -反撃編-（2019年6月30日 - 9月8日、日本電視台） - 内山達生 [6] [7]
  - 劇場版公開記念!「輪到你了」完全新攝Special!（2021年12月10日、日本電視台） - 内山達生

### 網路配信
- 輪到你了 短劇「番外篇 房門之內 (前篇・後篇)」（2019年9月8日．15日、Hulu）- 内山達生[8] [9]

- 今際之國的闖關者（Netflix）- 宅間
  - Season1 第4話（2020年12月10日）[10]
  - Season2 第6話（2022年12月22日）[11]

### 電影
- 私立馬鹿蘭高校 劇場版（2012年）
- 浪客劍心：京都大火篇（2014年8月1日公開）
- 浪客劍心：傳說的最後時刻篇（2014年9月13日公開）
- 第28年的甲子園（2015年1月17日公開） - 高橋直之（高校時代）
- 奇蹟補習社（2015年5月1日公開、東宝） - 工藤龍太
- 空人（2015年10月17日公開） - 松浦
- 冲浪辦公室（2019年4月公開） - 四宮真
- 王者天下（2019年4月19日公開、東宝） - 敦
- 輪到你了 劇場版（2021年12月10日公開、東宝） - 內山達生

### 舞台劇
- RISU PRODUCE vol.13 Ikizama2（2013年9月4日- 8日、SPACE107） - 拳擊手

### CM
- 日本可口可樂「喬治亞」（2016年）
- Mandom 「GATSBY 體用抗菌濕巾篇」 - 足球選手（2016年）
- 東京瓦斯 「讓夢想成真的咖哩炸豬排」篇 （2017年）
- 台灣三菱電機 WEB CM -「MEの喜」篇、「MEの怒」篇、「MEの哀」篇、「MEの樂」篇 （2020年）

## 外部連結
- 大內田悠平官方網站 （页面存档备份，存于）（日語）
- 大內田悠平個人博客 （页面存档备份，存于）